# Lac des Toules
Der Lac des Toules ist ein Stausee im Schweizer Kanton Wallis in der Gemeinde Bourg-St-Pierre, der hauptsächlich vom Fluss Dranse d’Entremont gebildet wird. Die zugehörige Staumauer Les Toules wurde im Jahre 1963 fertiggestellt. Der Wasserspiegel erreicht eine durchschnittliche Höhe von 1810 m ü. M.

## Lage
Der Stausee erstreckt sich von Süden in nördliche Richtung, wo sich die Staumauer befindet. Neben dem Oberlauf der La Dranse fliessen ihm von westlicher Richtung der Bach Torrent des Erbets aus der Combe des Planards und von östlicher Seite der Torrent de Pieudet mit Wasser aus dem Massiv des Mont Vélan zu. Die Wasserfläche des Stausees besitzt wegen der steilen Hanglagen keine Verzweigungen in die Seitentäler.

## Erreichbarkeit
Der Stausee ist von der Schweizer Seite über Martigny durch das Val d’Entremont erreichbar und liegt an der Nationalstrasse 21, die über den Grossen Sankt Bernhard in die Region Aosta führt. Letzter grösserer Ort unterhalb des Stausees ist Bourg-St-Pierre. Bei hohem Wasserstand dehnt sich der Stausee bis in die Nähe der Einfahrspuren zum Grosser-St.-Bernhard-Tunnel aus. Die Nationalstrasse 21 führt oberhalb des östlichen Ufers entlang und ist dort durch eine Galerie geschützt. Auf westlicher Seite verläuft ein unbefestigter Weg.

## Schwimmende Solaranlage
Der Stausee besitzt die erste Schwimmende Solaranlage auf einem Schweizer Stausee. Die Kosten der Anlage, die 220 Haushalte mit Strom versorgen kann, beliefen sich auf 2,35 Millionen Franken. Die Anlage ging 2021 in Betrieb und soll 50 % mehr Elektrizität liefern als vergleichbare Anlagen im Flachland. Das Projekt wurde vom Forschungsprogramm Photovoltaik des Bundesamts für Energie gefördert. Die Anlage bedeckt 2 % der Seeoberfläche und besteht aus 1400 Paneelen, welche auf 35 Plattformen befestigt sind. Eine weitere Schwimmplattform beinhaltet die Technik zur Steuerung der Anlage. Die Anlage beansprucht eine Fläche von 2240 m², und die Schwimmkörper sind aus Polyethylen hergestellt, der Aufbau aus Aluminium. Die Paneele wurden in der Nähe des Stausees fertigmontiert und mit einem Hubschrauber auf die Schwimmplattformen transportiert. Längerfristig soll die Anlage enorm erweitert werden und 6100 Haushalte mit umweltfreundlichem Strom beliefern können.